# فواز وينترز
فواز وينترز (بالإنجليزية: Voise Winters)‏ مواليد 12 أكتوبر 1962 في شيكاغو، هو لاعب كرة سلة أمريكي سابق. بدأ مسيرته الاحترافية في سنة 1985. تم اختياره من قبل فريق فيلادلفيا سفنتي سيكسرز خلال الدرافت. حمل الرقم 11. يبلغ طوله 6 قدم 8 بوصة (2.0 م). اعتزل اللعب في 2001.

## المسيرة الاحترافية
لعب مع فيلادلفيا سفنتي سيكسرز في سنة 1985، ثم لعب مع جاي دي أيه ديجون في الدوري الفرنسي في موسم 1985–1986، ثم لعب مع سانت جوسيب في الدوري الإسباني في موسم 1986–1987، ثم لعب مع ولبة في موسم 1988–1989، ثم لعب مع بريوغان في الدوري الإسباني في موسم 1991–1992، ثم لعب مع كاين كلفادوس في موسم 1992–1993، ثم لعب مع بي سي إم جرافيلين في الدوري الفرنسي في موسم 1993–1994.

## روابط خارجية
- فواز وينترز على موقع إن بي أي (الإنجليزية)
- فواز وينترز على موقع سبورتس رفرنس (الإنجليزية)
- فواز وينترز على موقع الدوري الإسباني لكرة السلة (الإسبانية)
- فواز وينترز على موقع كرة السلة الأوروبية.كوم (الإنجليزية)
- فواز وينترز على موقع كلية كرة السلة في سبورتس رفرنس.كوم (الإنجليزية)
- فواز وينترز على موقع ريلجم (الإنجليزية)
- فواز وينترز على موقع بروبوليرز (الإنجليزية)
- فواز وينترز على موقع سبورتس رفرنس (الإنجليزية)